# Czerwononosek
Czerwononosek (Wiedomys) – rodzaj ssaków z podrodziny  bawełniaków (Sigmodontinae) w obrębie rodziny  chomikowatych (Cricetidae).

## Zasięg występowania
Rodzaj obejmuje gatunki występujące endemicznie w Brazylii.

## Morfologia
Długość ciała (bez ogona) 103–113 mm, długość ogona 110–185 mm, długość ucha 18–23 mm, długość tylnej stopy 25–29 mm; masa ciała 35–45 g.

## Systematyka
Rodzaj zdefiniował w 1959 roku amerykański zoolog Philip Hershkovitz na łamach Proceedings of the Biological Society of Washington. Na gatunek typowy Hershkovitz wyznaczył (oryginalne oznaczenie) czerwononoska brazylijskiego (W. pyrrhorhinos). 

### Etymologia
Wiedomys: maj.-gen. Maximilian Alexander Philipp Graf zu Wied-Neuwied (1782–1867), oficer pruskiej armii, kolekcjoner, podróżnik po Brazylii w latach 1815–1817; gr. μυς mus, μυος muos ‘mysz’.

### Podział systematyczny
Do rodzaju należą następujące gatunki:
- Wiedomys cerradensis P.R. Gonçalves, Almeida & Bonvicino, 2005 – czerwononosek leśny
- Wiedomys pyrrhorhinos (Wied-Neuwied, 1821) – czerwononosek brazylijski